# Gift (film)
 For alternative betydninger, se Gift (flertydig). (Se også artikler, som begynder med Gift)
Gift er en dansk dramafilm fra 1966, skrevet og instrueret af Knud Leif Thomsen.

## Medvirkende
- Poul Reichhardt
- Astrid Villaume
- Sisse Reingaard
- Søren Strømberg
- Judy Gringer
- Grethe Mogensen
- Karl Stegger
- Tine Schmedes